# Ihsan Ali Al-Shehbaz
Ihsan Ali Al-Shehbaz (1 de julio de 1939) es un botánico de origen iraquí, nacionalizado estadounidense.

## Biografía y obra
Al-Shehbaz realizó sus estudios en la Universidad de Bagdad, obteniendo su título de grado en 1962 y continua allí hasta obtener su maestría en 1966. Luego, migra a Estados Unidos e ingresa a la Universidad de Harvard, donde en 1969 convalida su maestría en Biología, y su doctorado en 1973. Regresó a Irak, donde de 1973 a 1977, fue profesor asistente y director del herbario de la Universidad de Bagdad. La misma posición tuvo de 1978 a 1981 en la Universidad de Sulaimaniya.
Regresó luego a Estados Unidos y trabajó nuevamente en la Universidad de Harvard, en conexión con el Arnold Arboretum donde permaneció de 1985 a 1990 como asistente de investigaciones.
Entre 1990 a 1996 fue curador del Jardín Botánico de Misuri Desde octubre de 2001 lidera el Departamento de Botánica Asiática de esa misma institución. Desde 1995 a 2001 fue director de los Proyectos de Flora de China.
Desde 1983 es miembro de la Asociación Internacional para la Taxonomía de las Plantas, y de la American Society of Plant Taxonomists. Se ha especializado en la familia de las brasicáceas.
Al-Shehbaz está casado y tiene dos hijos.

## Algunas publicaciones
- 1973. The biosystematics of the genus Thelypodium (Cruciferae). En: Contrib. Gray Herb. 204, 1973, pp. 3-148.
- 1985. The genera of Brassiceae (Cruciferae; Brassicaceae), the southeastern United States. En: J. Arnold Arbor 66, 1985, pp. 279-351.
- 1990. A revision of Weberbauera (Brassicaceae). En: J. Arnold Arbor.. 71, 1990, pp. 221-250
- 1999. Reed Clark Rollins (7 dic 1911-28 abr 1998). En: Taxon. 48, 1999, pp. 225-256
- Koch, M; I.A. Al-Shehbaz. 2000. Molecular systematics of the Chinese Yinshania (Brassicaceae): evidence from plastid and nuclear ITS DNA sequence data. En: Ann. Missouri Bot. Gard.. 87, pp. 246-272
- Al-Shehbaz, I.A.; M.A. Beilstein; E.A. Kellogg. 2006. Systematics and phylogeny of the Brassicaceae: an overview. En: Pl. Syst. Evol. 259, pp. 89-120

## Honores

### Epónimos
- (Brassicaceae) Draba alshehbazii Klimeš & D.A.German[2]

- (Scrophulariaceae) Bornmuellerantha alshehbaziana Dönmez & Mutlu[3]
- La abreviatura «Al-Shehbaz» se emplea para indicar a Ihsan Ali Al-Shehbaz como autoridad en la descripción y clasificación científica de los vegetales.[4]